# ميكل ديسكيرود
ميكل مورجنستار بالسون ديسكيرود (بالنرويجية: Mikkel Morgenstar Pålssønn Diskerud‏) (مواليد 2 أكتوبر 1990 في أوسلو، النرويج) هو لاعب كرة قدم، يلعب مع منتخب الولايات المتحدة الأمريكية لكرة القدم. سبق له أن لعب في كأس العالم لكرة القدم مع منتخب بلاده.

## روابط خارجية
- ميكل ديسكيرود على موقع الاتحاد الدولي (مؤرشف)  (الإنجليزية)
- ميكل ديسكيرود على موقع الاتحاد الأوربي (الإنجليزية)
- ميكل ديسكيرود على موقع اتحاد النرويج (النرويجية)
- ميكل ديسكيرود على موقع اتحاد السويد (السويدية)
- ميكل ديسكيرود على موقع دوري كوريا الجنوبية (الإنجليزية)
- ميكل ديسكيرود على موقع الدوري الأمريكي (الإنجليزية)
- ميكل ديسكيرود على موقع قاعدة بيانات كرة القدم.إي يو (الإنجليزية)
- ميكل ديسكيرود على موقع ناشيونال فوتبول تيمز (الإنجليزية)
- ميكل ديسكيرود على موقع Soccerway.com (الإنجليزية)
- ميكل ديسكيرود على موقع عالم كرة القدم.نت (الإنجليزية)